# Saint-Laurent-Rochefort
Saint-Laurent-Rochefort este o comună în departamentul Loire din sud-estul Franței. În 2009 avea o populație de 256 de locuitori.

## Evoluția populației
| An        | 1975 | 1982 | 1990 | 1999 | 2006 | 2009 |
| --------- | ---- | ---- | ---- | ---- | ---- | ---- |
| Populație | 312  | 260  | 279  | 248  | 256  | 256  |